# Aphis mulini
Aphis mulini är en insektsart som beskrevs av Hille Ris Lambers 1974. Aphis mulini ingår i släktet Aphis och familjen långrörsbladlöss. Inga underarter finns listade i Catalogue of Life.